# Ompok malabaricus
Ompok malabaricus är en fiskart som först beskrevs av Valenciennes, 1840.  Ompok malabaricus ingår i släktet Ompok och familjen malfiskar. IUCN kategoriserar arten globalt som livskraftig. Inga underarter finns listade i Catalogue of Life.